# Louisville (Kansas)
Louisville – miasto w Stanach Zjednoczonych, w stanie Kansas, w hrabstwie Pottawatomie.